# Joseph Schad
Joseph Schad (Steinach, Turíngia, 6 de març de 1812 - Bordeus, Gironda, 4 de juliol de 1879) fou un compositor i organista alemany.
Fou deixeble de Louis Schmitt a Frankfurt i durant un temps es dedicà a donar concerts d'orgue. Després s'establí com a organista a Morges, més tard fou professor del Conservatori de Ginebra i, finalment, fixà la seva residència a Bordeus on i morí. Va compondre un gran nombre de fantasies, transcripcions, valsos, masurques, etc., per a piano, melodies vocals i el ballet Franizia.